# Acacia stenophylla
Acacia stenophylla — вид квіткових рослин з родини бобових. Ареал: Австралія (Новий Південний Уельс, Північна територія, Квінсленд, Південна Австралія, Вікторія, Західна Австралія).

## Середовище
Росте на важких глинистих ґрунтах поблизу річок, струмків, заплав та заболочених місцевостей.

## Біоморфологічна характеристика
Це дерево 4–23 метри заввишки. Кора темно-сіра до чорнуватої та шорстка, гілочки гладкі або шорсткі, іноді кутасті. Філодії 15–40 см завдовжки, 2–10 мм завширшки, прямі або злегка вигнуті, злегка шорсткі, без волосся або дуже дрібно запушені, гострі або загострені, верхівка часто сильно вигнута. Китиця 3–5-головчаста. Квіткові головки кремово-білого або блідо-жовтого кольору, кулясті, у діаметрі 6–9 мм. Квітки п'ятичленні, з чашолистками, з'єднаними на три чверті. Стручки моноліформні, до 26 см завдовжки, 8–12 мм завширшки, дерев'янисто-шкірясті, гладкі, за винятком мікропуберкул між насінинами. Насіння поздовжнє, еліптичне, 7–9 мм завдовжки, темно-коричневе, без візерунка
Час цвітіння варіюється по всій Австралії: у Новому Південному Уельсі — з березня по серпень; у Західній Австралії цей вид цвіте з березня по червень; на Північній території цей вид цвіте з лютого по червень; а в Південній Австралії цей вид цвіте цілий рік.